# Toarci
A toarci a kora jura földtörténeti kor négy korszaka közül az utolsó, amely 182,7 ± 0,7 millió évvel ezelőtt (mya) kezdődött a pliensbachi korszak után, és 174,1 ± 1,0 mya végződött, a középső jura kor aaleni korszakának kezdetekor.
Nevét a közép-franciaországi Thouars városról kapta. Az elnevezést először Alcide d’Orbigny francia paleontológus használta 1842-ben.
Európában felső liász néven is ismerik. (A liász a kora jura kor ma már ritkán használt neve.)

## Határai
Kezdetét a Nemzetközi Rétegtani Bizottság meghatározása szerint az Eodactylites ammonitesz-fauna közel legkisebb előfordulási gyakorisága jelzi a korszakból származó kőzetrétegekben. Az utána következő aaleni korszak a Leioceras ammoniteszek legkisebb előfordulási gyakoriságával kezdődik.
A pliensbachi és a toarci korszakok határán egy kisebb kihalási esemény, a pliensbachi-toarci kihalás következett be.

## Sztratigráfiai tagolása
A toarci tagolása általában az ammoniteszek gyors evolúciójára épülő ammonitesz-biokronosztratigráfia segítségével történik. Magyarországon a toarci rétegsorokra a Dunántúli-középhegységben a Mediterrán faunaprovinciában (Olaszország, Dél-Spanyolország, Görögország, Magyarország, Észak-Afrika, Kaukázus), míg a Mecsekben az Északnyugat-európai faunaprovinciára (Franciaország, Észak-Spanyolország, Anglia, Németország, Lengyelország, Bulgária) kidolgozott zonációt használják.

## Magyarország toarci ősmaradványai
Magyarországon a Dunántúli-középhegységben (Bakony, Vértes, Gerecse) és a Mecsekben ismertek toarci korú kőzetek. Ezek a felszínen legjobban a Bakonycsernye melletti Tűzköves-árokban, valamint a Gerecse hegység működő (Tardos, Bánya-hegy) vagy felhagyott kőfejtőiben (Kis-Gerecse, Pisznice, Tölgyhát) tanulmányozhatók. 
A Dunántúli-középhegység toarci rétegsoraiból gazdag tengeri gerinctelen faunát (foraminifera, nautilus, ammonitesz, belemnitesz, gastropoda, brachiopoda stb.) írtak le a kutatók. Ezek az azonos korú olaszországi, dél-spanyolországi és görögországi faunákkal mutatnak szoros kapcsolatot. A magyar paleontológusok közül elsősorban Hantken Miksa, Prinz Gyula, Vigh Gyula, Géczy Barnabás, Galácz András, Vörös Attila és Szabó János foglalkozott az említett állatcsoportok valamelyikével a toarciban. A korszakból jóval kevesebb gerinces fosszíliát ismerünk Magyarországon, ezek közül két gerecsei lelet emelkedik ki: egy őskrokodil (Magyarosuchus fitosi), valamint egy Temnodontosaurus (Ichthyosauria) példány. Mindkettőt kiállította a budapesti Természettudományi Múzeum.
A hazánkban található ammoniteszek közül a toarci korszak kőzeteiben a következő nemek a leggyakoribbak: Phylloceras, Calliphylloceras, Lytoceras, Nodicoeloceras, Mesodactylites, Zugodactylites, Catacoeloceras, Collina, Harpoceras, Polyplectus, Hildaites, Hildoceras, Mercaticeras, Merlaites, Frechiella, Paroniceras, Phymatoceras, Furloceras, Pseudogrammoceras, Dumortieria, Cotteswoldia, Geczyceras, Hammatoceras, Crestaites, Cagliceras.